# 黑耳雀百灵
黑耳雀百灵（学名：Eremopterix australis），是百灵科雀百灵属的一种，是游猎迁徙的候鸟，分布于博茨瓦纳、纳米比亚和南非。全球活动范围约为925,000平方千米。该物种的保护状况被评为无危。
黑耳雀百灵的平均体重约为14.6克。栖息地包括亚热带或热带的（低地）干草原和亚热带或热带的（低地）干燥疏灌丛。